# Phlegra bifurcata
Phlegra bifurcata là một loài nhện trong họ Salticidae.
Loài này thuộc chi Phlegra. Phlegra bifurcata được Joachim Schmidt & Piepho miêu tả năm 1994.